# New Year's Revolution 2007
New Year's Revolution 2007 was een professioneel worstel-pay-per-viewevenement dat geproduceerd werd door World Wrestling Entertainment (WWE). Dit evenement was de derde en de laatste editie van de New Year's Revolution en vond plaats in de Kemper Arena in Kansas City (Missouri) op 7 januari 2007.

## Resultaten
| Nr.                                                                          | Match | Winnaar(s)       |
| ---------------------------------------------------------------------------- | --- | ---------------- |
| -                                                                            | Vladimir Kozlov vs. Eugene in een een-op-een match | Vladimir Kozlov  |
| 1                                                                            | Jeff Hardy (c) vs. Johnny Nitro (met Melina) in een Steel Cage match voor het WWE Intercontinental Championship                                                                                             | Jeff Hardy (c)   |
| 2                                                                            | The Highlanders vs. The World's Greatest Tag Team vs. Cryme Tyme vs. Jim Duggan & Super Crazy vs. Lance Cade en Trevor Murdoch in een tag team turmoil match voor een World Tag Team Championship-wedstrijd | Cryme Tyme       |
| 3                                                                            | Ric Flair vs. Kenny Dykstra in een een-op-een match | Kenny Dykstra    |
| 4                                                                            | Mickie James (c) vs. Victoria in een een-op-een match voor het WWE Women's Championship | Mickie James (c) |
| 5                                                                            | Rated-RKO (c) vs. D-Generation X in een tag team match voor het World Tag Team Championship | Rated-RKO (c)    |
| 6                                                                            | Carlito (met Torrie Wilson) vs. Chris Masters in een een-op-een match | Chris Masters    |
| 7                                                                            | John Cena (c) vs. Umaga (met Armando Alejandro Estrada) in een een-op-een match voor het WWE Championship                                                                                                   | John Cena (c)    |
| (c) huidige kampioen voor en na de match \| (nc) nieuwe kampioen na de match | |                  |